# Haus Horst (Heek)
Haus Horst oder Keppelhorst ist eine Wasserburg aus dem 16. Jahrhundert in der Gemeinde Heek in Nordrhein-Westfalen.

## Geschichte
Haus Horst wurde um 1580 durch die Eheleute Jakob von Keppel, Burgmann zu Nienborg und Elsebe von Münster auf dem gleichnamigen Bauerngut an der Ahauser Aa als Adelssitz gegründet. 1665 wurde Haus Horst durch Ludger von Keppel an den Geheimsekretär des münsterischen Bischofs Bernhard von Galen, Heinrich Bruchhausen aus Ahaus verkauft. Dieser ließ das Haus in der heute noch bestehenden Form um 1674 völlig neu erbauen.
Im Jahre 1799 wurde Haus Horst erneut verkauft an Dr. jur. Karl Meyer aus Melle bei Osnabrück. Dieser verkaufte es bereits 1805 an die niederländische Familie de Kokker. Die Nachfahren der de Kokkers verkauften es 1881 an den früheren Bankier und Kunstsammler Hugo von Hartmann. Er verstarb 1888 auf Haus Horst und wurde auf dem zwei Jahre zuvor angelegten Familienfriedhof beigesetzt, wo sein Grabstein noch heute erhalten ist. Seine Tochter Antoinette (1858–1915) heiratete 1879 Freiherrn Franz von Dalwigk zu Lichtenfels (1856–1938) aus hessisch-waldeckschem Uradel und wurde Erbin von Haus Horst. Die Enkelin Barbara von Dalwigk zu Lichtenfeld heiratete 1961 Franz Wolfering aus Vreden. Ihr ältester Sohn Michael Wolfering ist heute Eigentümer von Haus Horst.

## Bauwerk

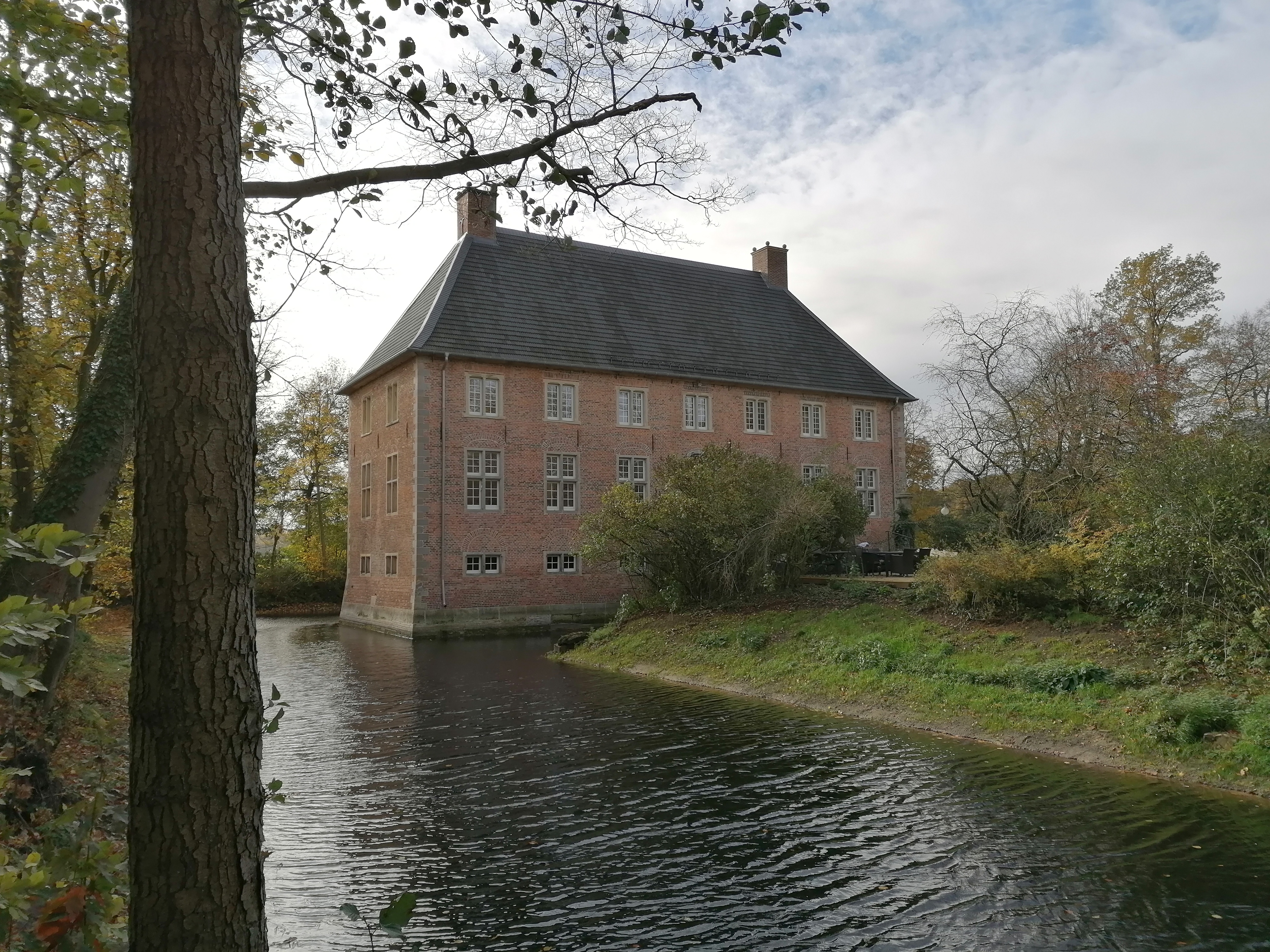
Haus Horst Nordseite mit Gräfte 2020

Das Herrenhaus selbst erhebt sich aus dem Schlossteich über hohem Kellergeschoss als zweistöckiger rechteckiger schlichter Backsteinbau mit sieben Fensterachsen und hohem Walmdach, das von zwei mächtigen Kaminen bekrönt wird. Haus Horst steht unter Denkmalschutz.
1896 wurde das Haupthaus restauriert. 1965 wurde das Dach instand gesetzt. In den Jahren 2018 bis 2020 wurde Haus Horst außen erneut komplett restauriert und mit einer neuen Dacheindeckung versehen sowie erstmals mit einer Zentralheizung ausgestattet.

## Nutzung
Haus Horst ist in Privatbesitz und dient als Wohnhaus. Es ist daher nur von außen zu besichtigen. Das Schloss liegt an der 100-Schlösser-Route im Münsterland.